# 323 Dywizja Piechoty (III Rzesza)
323 Dywizja Piechoty (niem. 323. Infanterie-Division) – niemiecka dywizja z czasów II wojny światowej, 
Sformowana w Norymberdze na mocy rozkazu z 15 listopada 1940, w 13. fali mobilizacyjnej w XIII Okręgu Wojskowym. Od maja 1941 do kwietnia 1942 pełniła funkcje okupacyjne we Francji. Po przerzuceniu do Związku Radzieckiego poniosła ciężkie straty w walkach przeciw Armii Czerwonej. Straty spowodowały, że została wycofana z frontu. Po reorganizacji, jesienią 1943 wróciła na front, gdzie podczas odwrotu spod Kijowa ponownie doznała ciężkich strat. W ich wyniku została zredukowana do 323 grupy dywizyjnej, którą następnie włączono do 88 Dywizji Piechoty.

## Dowódcy dywizji
- gen. por. Max Mühlmann 15 XI 1940 – 10 I 1942;
- gen. por. Hans Bergen 10 I 1942 – 5 XI 1942;
- gen. por. Viktor Koch 5 XI 1942 – 22 XII 1942;
- gen. mjr Andreas Nebauer 25 XII 1942 – 2 II 1943;
- płk Ronald Koschella 2 II 1943 – IX 1943[2].

## Struktura organizacyjna
- Skład w listopadzie 1940:

591., 592. i 593. pułk piechoty, 323. pułk artylerii, 323. batalion pionierów, 323. oddział przeciwpancerny, 323. oddział łączności;
- Skład w lutym 1943:

591., 592. i 593. pułk grenadierów, 323. pułk artylerii, 323. batalion pionierów, 323. batalion fizylierów, 323. oddział przeciwpancerny, 323. oddział łączności, 323. polowy batalion zapasowy;